# Dorota Habich
Dorota Habich (ur. 24 lutego 1969) – polska urzędniczka państwowa.
W latach 2007–2016 wiceprezes Głównego Urzędu Miar, w 2016 pełniąca obowiązki prezesa GUM, w latach 2016–2024 wiceprezes Państwowego Funduszu Rehabilitacji Osób Niepełnosprawnych, w latach 2017–2018 pełniąca obowiązki prezesa PFRON. Od 2025 dyrektor generalna Biura Rzecznika Finansowego.

## Życiorys
Absolwentka Wydziału Prawa i Administracji Uniwersytetu Gdańskiego (1993), a także Krajowej Szkoły Administracji Publicznej w Warszawie (1995) oraz Podyplomowego Studium Zarządzania Zasobami Ludzkimi Szkoły Głównej Handlowej. Uczęszczała również do Studium Integracji Europejskiej oraz Polsko-Francuskiego Instytutu Ubezpieczeń w Warszawie. Od 2002 jest mianowanym urzędnikiem służby cywilnej. Od 2011 wiceprezes Towarzystwa Edukacyjno-Sportowego „Solvitur Ambulando”.
W latach 1995–1996 pracowała w Zespole Prawnym Urzędu Zamówień Publicznych, następnie do 2002 w Państwowym Urzędzie Nadzoru Ubezpieczeń. Od 2002 do 2004 w Urzędzie Komisji Nadzoru Ubezpieczeń i Funduszy Emerytalnych, gdzie pełniła kolejno funkcje: głównego specjalisty, rzecznika prasowego, dyrektora Biura Kadr, Szkolenia i Organizacji oraz dyrektora Biura Dyrektora Generalnego. Od 2004 do 2006 była dyrektorem generalnym w Ministerstwie Polityki Społecznej oraz Ministerstwie Pracy i Polityki Społecznej. W latach 2007–2016 pełniła funkcję wiceprezesa Głównego Urzędu Miar, od lutego do maja 2016 tymczasowo pełniła funkcję prezesa. 26 sierpnia 2016 została zastępcą prezesa zarządu PFRON ds. programowych. 14 czerwca 2017 tymczasowo przejęła obowiązki prezesa po odwołaniu Roberta Kwiatkowskiego ze stanowiska. 20 grudnia 2018 przestała tymczasowo pełnić funkcję prezesa PFRON, pozostając wiceprezesem tej instytucji. W listopadzie 2024 zakończyła pełnienie funkcji zastępcy prezesa zarządu PFRON. Następnie objęła stanowisko dyrektora generalnego Biura Rzecznika Finansowego.